# Nederlandse kampioenschappen atletiek 1911
De Nederlandse kampioenschappen atletiek 1911 werden op verschillende data gehouden: op 11 juni in Breda, op 20 augustus in Den Haag, op 27 augustus in Zwolle, 10 september in Arnhem.
In Arnhem werd op de 1500 m een ronde te veel gelopen. In Den Haag werd het Nederlands record op de 800 m verbeterd door Job Busser, die 2.07,0 liet noteren.

## Uitslagen

### 100 m
| rang   | atleet            | prestatie |
| ------ | ----------------- | --------- |
| Goud   | Jan Grijseels sr. | 11,0 s    |
| Zilver | Victor Henny      | 11,2 s    |
| Brons  | J. Schiphorst     |           |

### 200 m
| rang   | atleet            | prestatie |
| ------ | ----------------- | --------- |
| Goud   | Jan Grijseels sr. | 24,2 s    |
| Zilver | ?                 |           |
| Brons  | ?                 |           |

### 400 m
| rang   | atleet            | prestatie |
| ------ | ----------------- | --------- |
| Goud   | Jan Grijseels sr. | 56,0 s    |
| Zilver | Nico Braat        | 56,2 s    |
| Brons  | A. Schmidt        |           |

### 800 m
| rang   | atleet        | prestatie |
| ------ | ------------- | --------- |
| Goud   | Job Busser    | 2.07,0    |
| Zilver | H. van Heerde | 2.07,6    |
| Brons  | W. van Gent   | 2.13,1    |

### 1500 m
| rang   | atleet        | prestatie |
| ------ | ------------- | --------- |
| Goud   | Job Busser    | 5.20,8    |
| Zilver | H. van Heerde | 5.21,0    |
| Brons  | Baalde        |           |

### 5000 m
| rang   | atleet         | prestatie |
| ------ | -------------- | --------- |
| Goud   | H. van Heerde  | 16.33,4   |
| Zilver | Job Busser     | 16.35,2   |
| Brons  | Arie Vosbergen | 16.52,0   |

### 110 m horden
| rang   | atleet            | prestatie |
| ------ | ----------------- | --------- |
| Goud   | C. van Veenhuysen | 19,8 s    |
| Zilver | ?                 |           |
| Brons  | ?                 |           |

### 400 m horden
| rang   | atleet       | prestatie |
| ------ | ------------ | --------- |
| Goud   | Wim van Gent | 58,5 s    |
| Zilver | ?            |           |
| Brons  | ?            |           |

### Hoogspringen
| rang   | atleet     | prestatie |
| ------ | ---------- | --------- |
| Goud   | J. Daniels | 1,56 m    |
| Zilver | Herberts   | 1,52 m    |
| Brons  | Lankjoer   | 1,42 m    |

### Verspringen
| rang   | atleet       | prestatie |
| ------ | ------------ | --------- |
| Goud   | Wim Lingbeek | 6,40 m    |
| Zilver | ?            |           |
| Brons  | ?            |           |

### 1500 m snelwandelen
| rang   | atleet         | prestatie |
| ------ | -------------- | --------- |
| Goud   | Jan Ruimers    | 6.49,2    |
| Zilver | Piet Ruimers   | 7.08,2    |
| Brons  | C. v.d. Kaaden |           |

1904 · 
1908 · 
1909 · 
1910 · 
1911 · 
1912 · 
1913 · 
1914 · 
1915 · 
1917 · 
1918 · 
1919 · 
1920 · 
1921 · 
1922 · 
1923 · 
1924 · 
1925 · 
1926 · 
1927 · 
1928 · 
1929 · 
1930 · 
1931 · 
1932 · 
1933 · 
1934 · 
1935 · 
1936 · 
1937 · 
1938 · 
1939 · 
1940 · 
1941 · 
1942 · 
1943 · 
1944 · 
1946 · 
1947 · 
1948 · 
1949 · 
1950 · 
1951 · 
1952 · 
1953 · 
1954 · 
1955 · 
1956 · 
1957 · 
1958 · 
1959 · 
1960 · 
1961 · 
1962 · 
1963 · 
1964 · 
1965 · 
1966 · 
1967 · 
1968 · 
1969 · 
1970 · 
1971 · 
1972 · 
1973 · 
1974 · 
1975 · 
1976 · 
1977 · 
1978 · 
1979 · 
1980 · 
1981 · 
1982 · 
1983 · 
1984 · 
1985 · 
1986 · 
1987 · 
1988 · 
1989 · 
1990 · 
1991 · 
1992 · 
1993 · 
1994 · 
1995 · 
1996 · 
1997 · 
1998 · 
1999 · 
2000 · 
2001 · 
2002 · 
2003 · 
2004 · 
2005 · 
2006 · 
2007 · 
2008 · 
2009 · 
2010 · 
2011 · 
2012 · 
2013 · 
2014 · 
2015 · 
2016 ·
2017 ·
2018 ·
2019 ·
2020 ·
2021 ·
2022 ·
2023 ·
2024 ·
2025